# Roy Raymond
Roy Raymond (15 april 1947 - 26 augustus 1993) was een Amerikaanse zakenman. Hij stichtte in 1977 het lingeriemerk Victoria's Secret. 
Hij opende de eerste Victoria's Secret winkel aan het Stanford Shopping Center omdat hij het een lastige zaak vond om lingerie te kopen voor zijn vrouw in een warenhuis. Om zijn eerste winkel te openen, ging hij een lening aan van $ 40.000 en leende hij $ 40.000 van familieleden. Hij noemde het bedrijf naar koningin Victoria.
In het eerste jaar verdiende het bedrijf $ 500.000, waarna hij een catalogus opstartte en drie nieuwe winkels opende. 
In 1982, vijf jaar na de stichting van het bedrijf, verkocht Raymond zijn bedrijf met zijn zes winkels en 42-pagina's tellende catalogus voor 1 miljoen dollar. Zijn brutowinst per jaar was $ 6.000.000. Door de jaren heen is Victoria's Secret het grootste Amerikaans lingeriemerk geworden. Victoria's Secret was in 2009 meer dan 5 miljard dollar waard.
Raymond overleed op 26 augustus 1993 als gevolg van suïcide: hij sprong van de Golden Gate Bridge in San Francisco.